# Eric Stanton
Ernest Stanzoni (född i New York, 30 september 1926), mer känd som Eric Stanton, var en amerikansk fetischillustratör och serieskapare. Han dog 17 mars 1999. 
Stanton började sin karriär som tecknare åt Irwing Klaws Movie Star News 1947. Han gick i slutet av 1950-talet en formell utbildning på Cartoonists and Illustrators School på Manhattan (idag School of Visual Arts) tillsammans med en av Spindelmannens skapare Steve Ditko, som han sedan delade ateljé med fram till slutet av 1960-talet. Stanton arbetade också för den före detta kärnvapenteknikern Leonard Burtmans fetischmagasin Exotique och tidningen Bound.
Efter att Klaw dog 1966 försörjde sig Stanton på egenpublicerade serietidningar som Stantoons och medverkan i andras undergroundserietidningar fram till sin egen död 1999.
Stanton var mycket inspirerad av fetischkonstnären John Willie och har också tecknat en egen version av Willies serie The Adventures of Sweet Gwendoline.